# Quatrième conférence mondiale sur les femmes

La Première dame des États-Unis Hillary Clinton lors de son intervention à Pékin (Chine), en 1995.

Logo de la conférence.

La quatrième conférence mondiale sur les femmes s’est tenue sous l’égide de l’Organisation des Nations unies (ONU) à Pékin, en Chine, du 4 au 15 septembre 1995.
Le nom officiel de cette conférence est « La quatrième conférence mondiale sur les femmes : Lutte pour l'Égalité, le Développement et la Paix ». 189 gouvernements, plus de 5 000 représentants et 2 100 organisations non gouvernementales (ONG) ont fait le déplacement pour y assister. La Première dame américaine Hillary Clinton y a prononcé un discours, Women's Rights Are Human Rights, qui deviendra un slogan des mouvements féministes dans les décennies suivantes.
Les thèmes principaux abordés sont la promotion et l'autonomisation des femmes en matière de droits humains, les femmes et la pauvreté, les femmes et leur pouvoir décisionnel, la petite fille, les violences faites aux femmes et d'autres domaines de préoccupation. Deux documents sont issus de cette conférence : la Déclaration et le Programme d'Action de Pékin.
Lors de cette quatrième conférence mondiale sur les femmes, parmi les messages transmis, le plus important est le suivant : les problèmes abordés par le Programme d'Action sont mondiaux et universels. En privé comme en public, les femmes du monde entier sont victimes d'inégalités et de discriminations, perpétuées par des habitudes et pratiques profondément ancrées. En conséquence, qu'il s'agisse des mœurs, attitudes, pratiques ou priorités, la mise en application du Programme d'Action doit évoluer. La Conférence annonce clairement son engagement concernant les normes et modèles d'égalité entre les hommes et les femmes ; toute action doit être guidée par les mesures prises pour protéger et promouvoir les droits de la femme et de la petite fille, considérant ces droits comme partie intégrante des droits universels de l'homme. De plus, les institutions doivent, à tous niveaux, être réorientées pour accélérer la mise en application du Programme d'Action. Enfin, les gouvernements et les Nations unies s'accordent pour promouvoir « l'égalité des sexes » tant au niveau politique qu'au sein des programmes.

## Contexte
La première conférence mondiale sur les femmes s'est déroulée au Mexique en 1975 ; la seconde à Copenhague, au Danemark, en 1980 ; la troisième à Nairobi, au Kenya, en 1985 ; la quatrième à Pékin, en Chine, en 1995. Depuis la quatrième conférence mondiale sur les femmes, des évaluations ont eu lieu tous les cinq ans.

### Première Conférence mondiale sur les femmes, Mexico, 1975
En 1975, Année internationale de la femme, a lieu la « Conférence mondiale de l'Année internationale de la femme », à la demande de la Commission de la condition de la femme, au sein de l'ONU. Elle a lieu au Mexique et a réuni 133 gouvernements. Elle a abouti à un « Plan d'action mondial pour la mise en œuvre des objectifs de l'Année internationale de la femme », qui avait 1985 pour horizon. 6000 représentants d'organisations non gouvernementales (ONG) ont participé à un forum parallèle nommé « Tribune de l'Année internationale de la femme ».

### Deuxième Conférence mondiale sur les femmes, Copenhague, 1980
En 1980, la « Conférence mondiale dans le cadre de la décennie des Nations unies pour la femme » a réuni 145 États membres de l'ONU à Copenhague. A eu lieu un bilan des cinq années passées au regard des objectifs définis lors de la conférence précédente, en ce qui concerne l'emploi, la santé et l'éducation. Un nouveau Programme d'action, avec des mesures plus ambitieuses, a été émis : il demandait aux États de davantage garantir la propriété et le pouvoir sur leurs biens, améliorer leurs droits quant à l'héritage, la garde des enfants et la nationalité.

### Troisième Conférence mondiale sur les femmes, Nairobi, 1985
En 1985, Nairobi accueille la « Conférence mondiale chargée d'examiner et d'évaluer les résultats de la Décennie des Nations unies pour la femme ». Le bilan ayant montré des obstacles concernant l'atteinte des objectifs précédents, des mesures ont été prises pour dépasser ces obstacles ; les « Stratégies prospectives d'action de Nairobi pour la promotion de la femme » ont été adoptées par les États, avec notamment des mesures en faveur de l'égalité des genres dans les pays et la valorisation de la participation des femmes en matière de paix et de développement.

### Précédant la quatrième Conférence mondiale sur les femmes, Beijing, 1995
En 1995, la quatrième conférence mondiale sur les femmes, qui s'appuie sur les précédentes et d'autres progrès juridiques faits durant les 50 années l'ayant précédée, a été « un tournant important dans le programme mondial pour l'égalité des sexes », selon l'ONU. En parallèle à celle-ci, a eu lieu un forum des ONG, à Huairou, qui est proche de Pékin.

## Pays participants

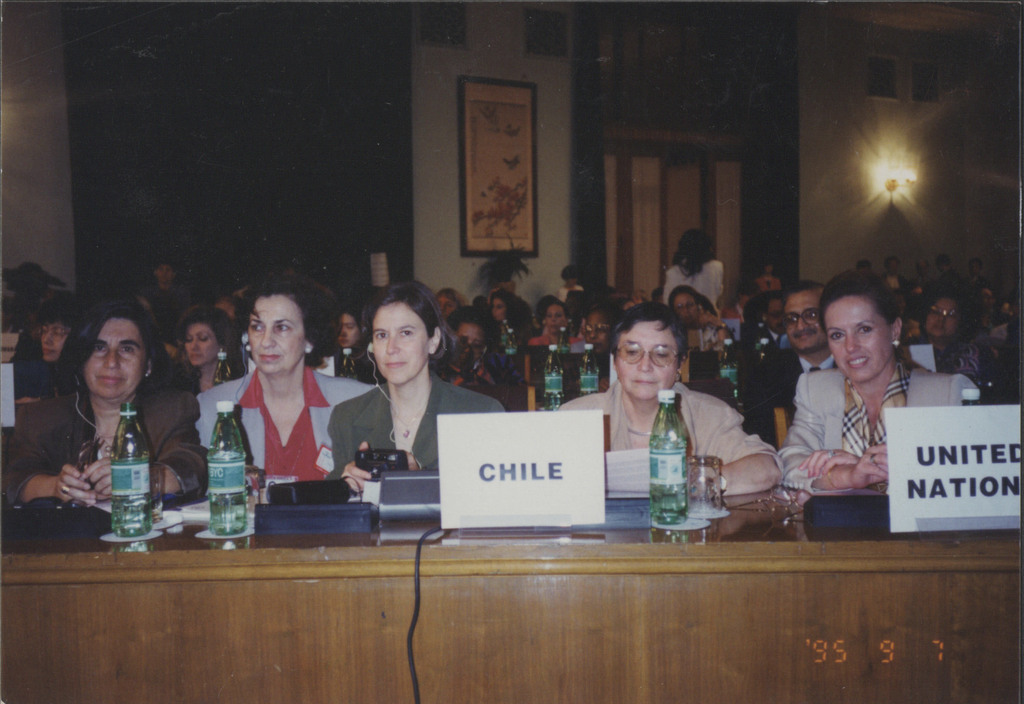
Délégation chilienne constituée (de gauche à droite) de María Antonieta Saa, Fanny Pollarolo, Mariana Aylwin, María Elena Carrera et María Angélica Cristi.

La conférence a réuni des représentants de 189 gouvernements, d’agences des Nations unies, d'organisations intergouvernementale telles que l’Union européenne et la Ligue des États arabes, ainsi que des militants et des organisations du monde entier. Il y avait 17 000 participants, et 30 000 autres militants ont assisté à un forum parallèle.
Gertrude Mongella, de Tanzanie, était la secrétaire générale de la conférence.
Aung San Suu Kyi a prononcé le discours d’ouverture de la conférence.

## Le Programme d'Action de Pékin

### Généralités
La Conférence de Pékin débouche sur un programme en faveur de l'autonomisation de la femme. Son but est d'accélérer la mise en application des Stratégies Prospectives d'Action de Nairobi pour la Promotion de la Femme. Il traite de l'élimination des obstacles à la participation publique de la femme dans toutes les sphères de la vie privée ou publique via la parité dans les domaines économiques, sociaux, culturels et en ce qui concerne le pouvoir décisionnel en matière de politique.
Le Programme d'Action établit un certain nombre d'actions qui devraient apporter des changements fondamentaux entre 1995 et l'an 2000, année de l'Examen quinquennal de la Conférence de Pékin. Cet examen, connu sous le nom de « Pékin + 5 », a lieu lors d'une session extraordinaire de l'Assemblée générale des Nations unies.
La mise en application du Programme d'Action est une responsabilité principalement gouvernementale, mais aussi institutionnelle, à la fois dans les secteurs privés, publics et non gouvernementaux, que ce soit au niveau communautaire, régional mais aussi sub-régional et international. Le Programme reconnaît qu'un progrès significatif dépend à la fois de partenariats stratégiques et de l'implication de tous les actionnaires dans l'effort vers le changement.
Le 15 septembre 1995, la Déclaration et le Programme d'Action de Pékin sont adoptés à l'unanimité par 189 pays. La Déclaration reflète l'implication de la communauté internationale dans la lutte pour la promotion de la femme et la mise en application du Programme d'Action. Elle est aussi l'assurance que sur les plans régional, national et international, une perspective de genre est envisagée en politique et dans les programmes. Le Programme d'Action établit une liste de mesures afin que des actions nationales et internationales en faveur de la promotion de la femme soient menées durant les cinq années qui suivent la Conférence.
S'il est mis en application, le Programme d'Action doit permettre d'améliorer l'autonomisation sociale, économique et politique de la femme, sa santé et son accès à l'éducation et doit promouvoir ses droits génésiques (relatifs à la génération, à la procréation). Le plan d'action établit des objectifs au délai imposé, invitant les nations à mener des actions concrètes dans des domaines comme la santé, l'éducation, la prise de décision et les réformes légales. Le but de ce plan d'action est d'éliminer toute forme de discrimination envers les femmes, en public comme en privé.
Dans le programme sont en particulier désignés des « domaines critiques » auxquels devraient répondre des mesures stratégiques à prendre par les gouvernements, la communauté internationale et la société civile (y compris les organisations non gouvernementales du secteur privé). Ces domaines critiques sont : « la persistance de la pauvreté ; l'accès inégal à l’éducation et à la formation et les disparités et insuffisances dans ce domaine ; l'accès inégal aux soins de santé et aux services sanitaires et les disparités et insuffisances dans ce domaine ; la violence à l'égard des femmes, qui pèse de plus en plus sur les femmes ; les effets des conflits armés et autres sur les femmes, notamment celles qui vivent sous occupation étrangère ; l'inégalité face aux structures et politiques économiques, à toutes les formes d’activité de production et à l’accès aux ressources ; le partage inégal du pouvoir et des responsabilités de décision à tous les niveaux ; l'insuffisance des mécanismes de promotion de la femme à tous les niveaux ; le non-respect des droits fondamentaux des femmes et les carences de la promotion et de la protection de ces droits ; les images stéréotypées des femmes et l’inégalité de l’accès et de la participation à tous les systèmes de communication, en particulier les médias ; les disparités entre les hommes et les femmes dans le domaine de la gestion des ressources naturelles et de la préservation de l’environnement ; la persistance de la discrimination à l’égard des petites filles et des violations de leurs droits fondamentaux ».

### Avortement
La question de la mobilisation mondiale pour le droit à l'avortement est sujette à controverse, les États-Unis et le Saint-Siège ayant fait part publiquement de leur désaccord à ce sujet. Surtout, la déclaration condamnait textuellement « la sélection prénatale et l’infanticide féminin », rendant difficile la défense de l'avortement comme « droit des femmes » alors qu'elles en étaient aussi par ailleurs les premières victimes.

### Genre
Le « gender mainstreaming » (dimension de genre) est pour la première fois proposé à la troisième conférence mondiale sur les femmes en 1985 à Nairobi. L'idée a été développée dans la communauté du développement des Nations unies et formellement présentée en 1995 lors de la quatrième conférence mondiale des femmes. Le terme de « genre » a ainsi fait l'objet d'une définition lors de cette conférence, explicitement inspirée des études de genre : « Le genre se réfère aux relations entre hommes et femmes basées sur des rôles socialement définis que l’on assigne à l’un ou l’autre sexe ». Cette définition, clairement inspirée du vocabulaire du genre, entend substituer, comme concept pertinent, le genre au sexe.
Beverley Palesa Ditsie interpelle l'assemblée sur la nécessité d'inclure la question des diversités dans l'orientation sexuelle, tentant de rendre visible les questions LGBT et particulièrement lesbienne, sans succès.

## 25 ans après: le Forum Génération Égalité
Prévu pour l'anniversaire des 25 ans de l'adoption de la déclaration et du programme de Pékin, le Forum Génération Égalité a été décalé de 2020 à 2021 en raison de la pandémie de Covid-19. Son ouverture a eu lieu à Mexico entre les 29 et 31 mars 2021 ; une seconde phase aura lieu entre le 30 juin et le 2 juillet 2021 à Paris. Lors de ce Forum est fait un bilan des actions et résultats issus de la déclaration et du programme de Pékin, et il est prévu de lancer un « plan mondial d’accélération pour l’égalité entre les femmes et les hommes », censé avoir des mesures et des aboutissements concrets.

### Sources
- (en) Cet article est partiellement ou en totalité issu de l’article de Wikipédia en anglais intitulé « Fourth World Conference on Women » (voir la liste des auteurs).